# Henri Bockstael
Pour les articles homonymes, voir Bockstael.
Henri Etienne Bockstael, né à Mons, le 14 décembre 1833 et décédé à Ixelles le 17 février 1898 fut un homme politique belge francophone libéral.
Il fut avocat ainsi que membre du parlement belge.